# نوپسرهای دوروبانه
نوپسرهای دوروبانه (Nupserha bivittata)یک گونه سوسک از خانوادهٔ سوسک‌های شاخک‌دراز است. این گونه توسط پروفسور پر اولوف کریستوفر آوریویلیوس در سال ۱۹۰۷ توصیف و بررسی شد.